# ICIDO
ESI Software Germany GmbH (bis 2012: ICIDO GmbH) ist ein ehemals selbständigen Unternehmens, das als Ableger des Fraunhofer-Institutes für Arbeitswirtschaft und Organisation gegründet wurde und sich mit der kommerziellen Anwendung der Virtuellen Realität (VR) befasst. Der Name IC.IDO leitet sich ab von „I see, I do“ (engl. für Ich sehe, ich mache) und verdeutlicht das Unternehmenskonzept, durch das Sichtbarmachen von Dingen Entscheidungen zu unterstützen.

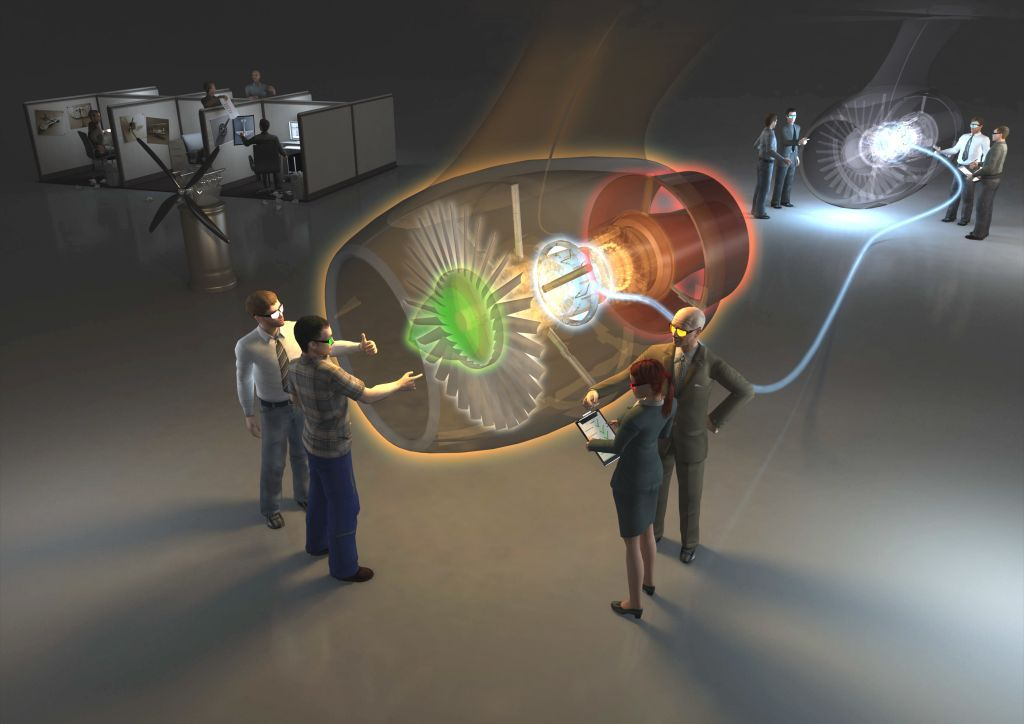
Illustration virtueller Realität

2006 wurde das Unternehmen fleXilution mit Sitz in Köln eine Tochtergesellschaft von ICIDO. Im Jahr 2007 fusionierte ICIDO mit der Vrcom GmbH, einem in Darmstadt ansässigen Unternehmen im Bereich der virtuellen Entwicklung und Gestaltung, das aus dem Fraunhofer-Institut für Graphische Datenverarbeitung hervorgegangen war. Nach einer Marktuntersuchung des Magazins „Economic Engineering“ hatte ICIDO im Jahr 2008 einen weltweiten Marktanteil von fast 20 %.
Im Jahr 2011 wurde die ICIDO GmbH durch die ESI Group, einem weltweit operierenden Anbieter von Simulationssoftware mit Hauptsitz in Paris, übernommen. Das Unternehmen firmiert seit dem 1. Juli 2012 offiziell mit dem Logo der ESI Group und wurde umfirmiert in ESI Software Germany GmbH; IC.IDO wurde zur Produktmarke für den Bereich Virtual Reality.

## IC.IDO
Das Produkt der ESI Software Germany GmbH ist "IC.IDO", ein Windows-basiertes Programmpaket für die immersive Echtzeit- und Echtgrößen-Visualisierung von Produkten auf VR-Anlagen, wie Cave Automatic Virtual Environment (kurz: CAVE) oder Powerwall. IC.IDO ermöglicht ein gemeinschaftliches Arbeiten lokaler oder auch global verteilter Arbeitsgruppen im Rahmen der Produktentwicklung. Es ist modulorientiert aufgebaut, um sich wechselnden betrieblichen Anforderungen optimal anpassen zu können.
Aktuelle Version: IC.IDO 10.2 (Release: Dezember 2015).
Auszug aus der aktuellen Modulübersicht:
- IDO.Explore – Basismodul, Standard für virtuelle Produkt Reviews am Desktop oder in immersiver Anwendung (Powerwall / CAVE)
- IDO.Package – Engineering-Tool für Kollisionsprüfung, Ein-/Ausbau-Untersuchungen, Simulation mechanischer Bewegungsabläufe
- IDO.Ergonomics – virtuelle Ergonomieuntersuchungen mit Menschmodellen
- IDO.Reflect – Reflexionen und Spiegelungen in Echtzeit visualisieren
- IDO.Illuminate – nahezu fotorealistische Darstellung von Lichtsituationen in Echtzeit
- IDO.Flexible – flexible eindimensionale Bauteile simulieren (Schlauch- und Kabelsimulation)
- IDO.Cooperate – virtuell weltweit verteilt zusammenarbeiten, Parallel-Schaltung mehrerer VR-Anlagen und Desktopsysteme
- IDO.Present – Orchestrierung der Arbeitsergebnisse, Stereo-Videos entwerfen, bearbeiten und ausleiten
- IDO.Process – Abbildung und Änderung von Fertigungsabläufen
- IDO.SpecialTrack – Tracking von Objekten im immersiven Raum, automatisiertes Steuern von Aktionen im immersiven Raum
- IDO.MultiInteract – Erweiterung zu SpecialTrack zur Integration von Wii-Controllern zur Zweihand-Bedienung und weiterem
- IDO.Connect – Diverse Schnittstellen zu CAD- und Visualisierungssystemen
- IDO.PointCloud – Visualisierung von Laserscanning-Punktewolken
- IDO.MassiveData – Hybrides Rendering-Verfahren zur Visualisierung von extrem großen Datensätzen